# Parepidosis mamaevi
Parepidosis mamaevi är en tvåvingeart som först beskrevs av Neacs(with line beneath, och fick sitt nu gällande namn av U 1968. Parepidosis mamaevi ingår i släktet Parepidosis och familjen gallmyggor.
Artens utbredningsområde är Rumänien. Inga underarter finns listade i Catalogue of Life.